# 尋找新樂園
是一部2004年出品的半自傳性英國/美國電影，由馬克·福斯特執導，強尼·戴普、凱特·溫絲蕾和拉妲·米契主演，改編自亞倫·尼舞台劇《那位曾經是彼得潘的男人》。
《尋找新樂園》主要講述蘇格蘭作家詹姆斯·馬修·貝瑞與戴維斯一家人的友誼關係，以及戴維斯一家的小男孩讓巴利創造出彼得潘的故事。

## 劇情
故事發生在貝瑞創造出彼得潘舞台劇前最新一齣舞台劇的首演之夜，貝瑞深知劇評甚差，於是前往公園尋找靈感，恰巧遇上戴維斯一家人，雙方遂成為好友。戴維斯一家女主人席薇亞是一名寡婦，所以貝瑞希望能在孩子身邊扮演亦友亦父的角色。
貝瑞常花時間和戴維斯一家相處，席薇亞也很鼓勵兩家來往，但是貝瑞的妻子與席薇亞的母親在一場晚餐後都反對雙方來往。不過貝瑞還是繼續幫助戴維斯一家，並且從戴維斯一家人的身上找到了創作靈感，繼而創造出最聞名的舞台劇彼得潘。然而，貝瑞的妻子已經無法忍受這一切，她選擇離開貝瑞。同時，席薇亞也身染重病，但是卻不願接受更多治療，只希望能陪伴孩子們更多時間。
貝瑞的新舞台劇《彼得潘》創造完成後，戲院家查爾斯並不看好這齣戲的評價。首演之夜時，貝瑞特地預留25個位置給孤兒院孩童。貝瑞原本也邀請戴維斯一家人前來戲院觀賞，但是席薇亞突然病發，她只能讓彼得獨自來戲院觀賞。出乎意料的，《彼得潘》舞台劇獲得空前的成功，高度的口碑讓巴利的事業再度到達巔峰。
由於席薇亞太過虛弱無法前往戲院，貝瑞與戲院合作將舞台劇搬到戴維斯家中，並且帶領席薇亞前往嚮往已久的夢幻島〈Neverland〉。不久後，席薇亞病逝，但是席薇亞臨終前指定母親和貝瑞共同扶養孩子，貝瑞同意了，而故事則是在巴利與彼得的談話中落幕了。

## 角色
- 強尼·戴普 飾演 詹姆斯·馬修·貝瑞（James Matthew Barrie）
- 凱特·溫絲蕾 飾演 席薇亞·路維林·戴維斯（Sylvia Llewelyn Davies）
- 達斯汀·霍夫曼 飾演 查爾斯·弗洛曼（Charles Frohman）
- 茱莉·克莉絲蒂 飾演 艾瑪·杜·莫里葉夫人（Mrs. Emma du Maurier）
- 朗妲·米契 飾演 瑪麗·安賽爾·貝瑞（Mary Ansell Barrie）
- 佛萊迪·海默爾 飾演 彼得·路維林·戴維斯（Peter Llewelyn Davies）
- 尼克·勞德 飾演 喬治·路維林·戴維斯（George Llewelyn Davies）
- 喬·普洛斯伯洛 飾演 傑克·路維林·戴維斯（Jack Llewelyn Davies）
- 路克·史匹爾 飾演 麥可·路維林·戴維斯（Michael Llewelyn Davies）
- 伊恩·哈特 飾演 亞瑟·柯南·道爾（Arthur Conan Doyle）
- 奧利佛·福克斯 飾演 吉爾伯特·康南（Gilbert Cannan）
- 凱莉·麥克唐納德 飾演 彼得潘（Peter Pan）
- 安格斯·巴奈特 飾演 娜娜/雷利先生（Nana/Mr. Reilly）
- 托比·瓊斯 飾演 史密（Smee）
- 凱特·馬伯里 飾演 溫蒂·達令（Wendy Darling）
- 麥特·格林 飾演 約翰·達令（John Darling）
- 卡特林·萊斯 飾演 麥可·達令（Michael Darling）
- 提姆·波特 飾演 虎克船長/喬治·達令（Captain Hook/George Darling）
- 珍·布克 飾演 瑪麗·達令（Mary Darling）
- 艾琳·艾莎爾 飾演 史諾夫人（Mrs. Snow）
- 吉米·嘉德納 飾演 史諾先生（Mr. Snow）
- 保羅·懷特豪斯 飾演 舞台經理（The Stage Manager）

## 獎項
第77屆奧斯卡金像獎
- 獲獎
- 奧斯卡最佳原創配樂獎─楊·卡茲馬瑞克
- 入圍
- 奧斯卡最佳影片獎
- 奧斯卡最佳男主角獎─強尼·戴普
- 奧斯卡最佳改編劇本獎
- 奧斯卡最佳美術指導獎
- 奧斯卡最佳服裝設計獎
- 奧斯卡最佳剪輯獎

金球獎
- 入圍
- 最佳戲劇類影片
- 最佳導演
- 最佳劇本
- 最佳戲劇類男主角─強尼·戴普
- 最佳原創配樂

英國影藝學院獎
- 入圍
- 最佳影片
- 最佳導演
- 最佳男主角─強尼·戴普
- 最佳女主角─凱特·溫絲蕾
- 最佳女配角─茱莉·克莉絲蒂
- 最佳改編劇本
- 最佳攝影
- 最佳美術指導
- 最佳服裝設計
- 最佳電影音樂
- 最佳化妝

影視演員協會獎
- 入圍
- 最佳電影演員
- 最佳男配角─弗瑞迪·海摩

## 外部連結
- （英文） 官方網站
- （英文） 互联网电影数据库（IMDb）上《尋找新樂園》的资料（英文）
- （英文） 爛番茄上《尋找新樂園》的資料（英文）
- （英文） Metacritic上《尋找新樂園》的資料（英文）
- （英文） Box Office Mojo上《尋找新樂園》的資料（英文）